# Festival del Humor
Festival del Humor es un programa de televisión mexicano de Televisa transmitido por el Canal de las Estrellas, se hizo en 1997 que fue realizado en el teatro alameda como apoyo a los damnificados al Huracán Pauline, se invitaron actores y comediantes, en 1999 el programa hizo como una recopilación del programa al ritmo de la risa programa similar a al ritmo de la noche, ya para el 2002 se hizo como programa independiente o serie de televisión donde se hizo una recopilación de los mejores chistes realizados por los comediantes pero fue en el Acapulco fest 2001 y al año siguiente los recopiló en ese programa posteriormente, también se hizo un apartado en este programa es decir chistes al público en la calle, también se trasmitió en 2 canales por el canal de las estrellas y canal 9 Galavisión, en 2006 se renovó el formato de este pero fue realizado en el mascabrothers show center donde invitan a muchos comediantes y también surgen nuevos comediantes en calidad de stand up, el programa sale del aire en 2008, para dar paso a Fabrica de Risas.

## Conductores
- René Casados
- Raul Vale
- Sabine Moussier
- Claudia Lizaldi
- Aleida Núñez
- Gabriela Ramírez
- Carmen Becerra
- Jorge Ortiz de Pinedo

## Comediantes
- Teo González
- Jo jo Jorge Falcón
- Carlos Eduardo Rico
- Memo Ríos
- Raúl Vale
- Victor Morelli
- Tony Balardi
- Carlos Cantelly
- José Natera
- Adrián Uribe
- Miguel Galvan
- Xavier López "Chabelo"
- Jaime Rubiel
- Nora Velázquez
- Liliana Arriaga
- Benito Castro
- Carlos Bonavides
- Danny Vega
- Edmundo Miller
- Javier Carranza
- Gilberto Gless
- Gustavo Munguía
- Heron Memo
- Johnny Welch
- Mago Frank
- Tony Flores
- Jesús Roberto "La Bala"
- Julio Vega